# 卡尔佩
卡尔佩，是西班牙巴伦西亚自治区阿利坎特省的一个市镇。总面积24km2，总人口18881人（2001年），人口密度787人/km2。
从1945年到50年代末，许多度假别墅和小旅馆相继建成，以适应夏季旅游业的蓬勃发展。 该地区的旅馆业几乎全部位于沿海地区。 在20世纪60年代后半期，像布兰卡海岸其他地区一样，由于政治变革和旅游业的兴起，卡尔普的建筑业出现了巨大的繁荣。 在20世纪60年代末70年代初，卡尔普成为西班牙电影导演热苏斯-佛朗哥电影的拍摄地。